# Nikandros (Gemmenschneider)
Nikandros (altgriechisch Νίκανδρος) war ein griechischer Gemmenschneider, der während der Herrschaft Ptolemaios’ III. (246 bis 222 v. Chr.) tätig war.

## Werk

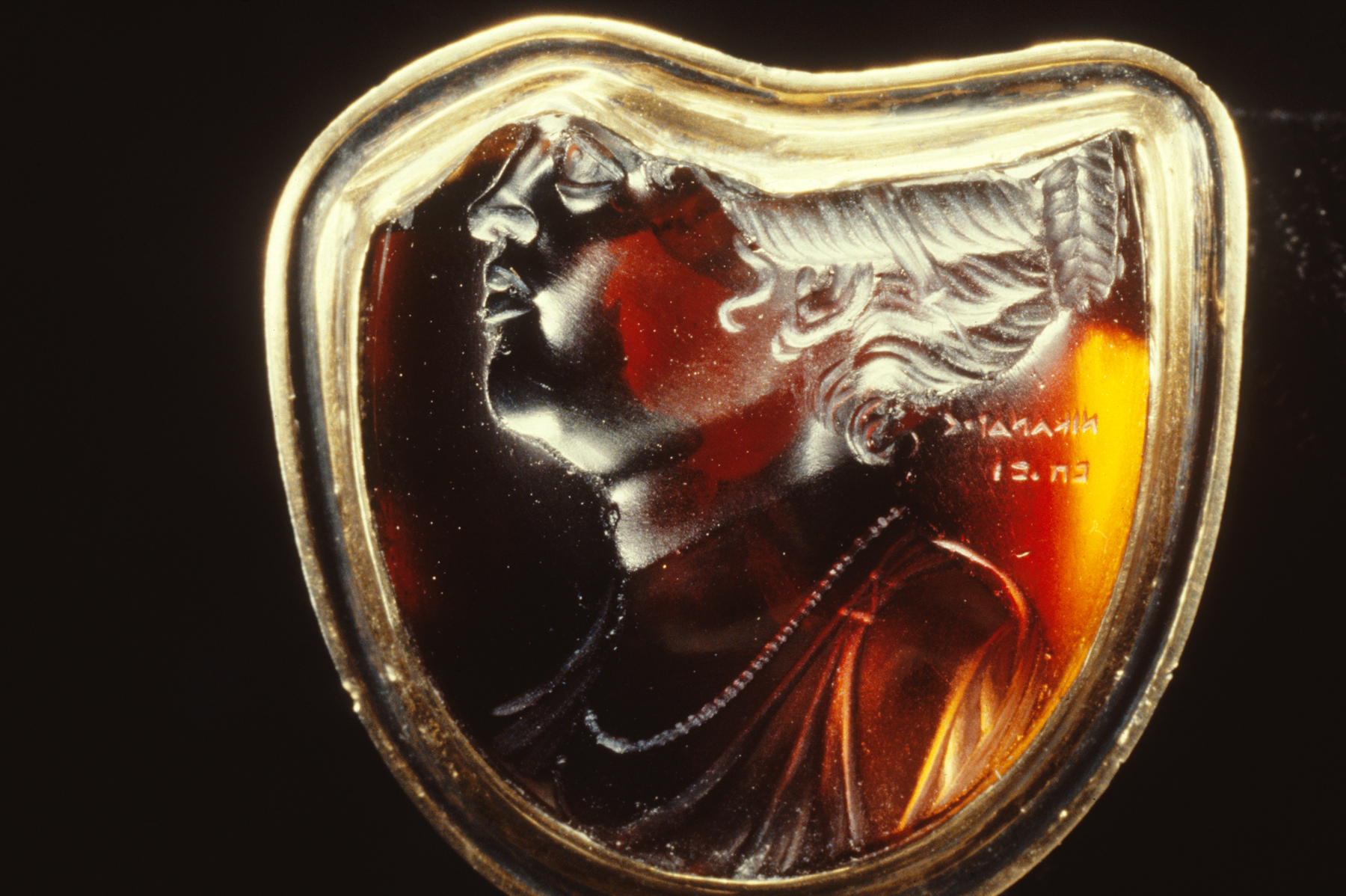
Gemme des Nikandros

Von Nikandros ist ein in Gold gefasster Granat erhalten, in den das Profil von Ptolemaios’ Gattin Berenike II. geschnitten ist. Durch das neben der Signatur eingravierte Wort ΕΠΟΕΙ (hat es gemacht) kann Nikandros eindeutig als Verfertiger des Stücks identifiziert werden. Das für Herrscherbildnisse dieser Zeit typische Frauenbildnis ist vor allem durch den Beschnitt der Haare Berenike zuzuweisen. Diese brachte ihr Haar der Göttin Aphrodite zum Opfer und erbat damit die sichere Rückkehr ihres Gatten aus dem Dritten Syrischen Krieg, das Haar soll danach als Haar der Berenike unter die Sterne versetzt worden sein.
Der Stein befindet sich seit 1942 im Walters Art Museum in Baltimore.